# Fomite
Un fomite ou vecteur passif de transmission d'une maladie est, chez les anglophones surtout, un objet « contaminé » par des organismes pathogènes, quand cet objet est susceptible de propager une infection d'un individu à un autre lors du phénomène de contagion. Il ne préjuge pas du type d'agent infectieux incriminé.
Bien que les maladies contagieuses soient encore la première cause de mortalité dans le monde, les phénomènes de contagion à partir des mains sales, des surfaces ou autres fomites ont été peu étudiés pour la plupart des pathogènes.
La contamination par les fomites était déjà soupçonnée lors des épidémies antiques, et lors des épidémies de peste, justifiant qu'on brûle les possessions et les maisons de certains malades.
- Elle est mieux comprise depuis l'invention du microscope et le travail des hygiénistes (dont Pasteur).
- Elle est réputée importante pour expliquer le mécanisme de nombreuses épidémies.
- Elle inquiète ou interroge les épidémiologistes et les praticiens hospitaliers en raison de la sélection croissante de microbes résistants aux désinfectants ou antibiotiques (phénomène dit d'antibiorésistance), notamment responsables de maladies nosocomiales ou de surinfections qui peuvent aggraver certaines épidémies.

La désinfection régulière des lieux publics ou des espaces susceptibles d'être contaminés par un pathogène dangereux, le port de gants et l’application de stratégie d'hygiène privée et publique sont réputées comme réduisant fortement le danger de contagion dans un environnement à risque.

## Étymologie
- En latin ou bas-latin ; fomites (fomites au pluriel, fomes au singulier) désignait les étincelles ou l'amadou qui permettait d'allumer ou transporter le feu[1]. 
En latin classique le mot fomites est prononcé fōmĭtēs, mais pour les anglophones, le mot est actuellement plutôt prononcé « ˈfoːmɪteːs » au pluriel et « ˈfoʊmaɪt » au singulier.

- Dans le vocabulaire général français, « fomite » était aussi le nom autrefois donné aux éclats de bois se détachant des arbres lorsqu'on les abattait à la hache[2], probablement parce qu'ils évoquaient les gerbes d'étincelles émises par le choc sur un morceau de bois en train de brûler.
Ce mot désignait également les étincelles du silex ou que le marteau faisait surgir quand il frappe le fer chauffé au rouge sur l'enclume, ainsi nommées parce qu'elles semblent embrasées[2]. 
Selon Opilius on appelait aussi « fomites » les vignes brûlées[2].

- Dans le vocabulaire médical : on le retrouve associé à la notion de vecteur d'épidémie, en référence aux étincelles qui peuvent propager le feu et produire un incendie[3] ; par exemple ici à propos de la variole dans un ouvrage médical français ancien

« Depuis Avicenne, la transmissibilité de la variole d'un individu à l'autre est parfaitement reconnue. On avait supposé qu'un germe existant chez tous les hommes, n'attendait qu'une occasion pour se développer. Lorsque la variole a cessé depuis longtemps d'exister dans un pays, et qu'elle apparait sans y avoir été manifestement transportée, n'est-on pas obligé d'admettre, ou cette germination accidentelle, ou une production spontanée ? Mais le plus souvent, l'origine en est facilement découverte. Elle provient du contact ou d'un simple rapprochement entre les sujets sains et un individu déjà contaminé. Sa propagation peut dès lors s'opérer avec une rapidité étonnante. M. Williams appelle fomites ces étincelles qui allument de violents incendies. L'histoire des épidémies nous en offre de nombreux exemples ».

## Définition en épidémiologie
Pour le vocabulaire de l'épidémiologie, les fomites sont des surfaces, matières ou objets contaminées par un micro-organisme pathogène, et susceptibles de contaminer d’autres objets, des animaux ou des personnes, jouant ainsi un rôle dans la propagation d’une maladie contagieuse. Ce terme est toutefois un anglicisme, qui n'est utilisé dans aucun document ni retrouvé dans aucun dictionnaire français avec ce sens.
Dans certains cas, lors de cérémonies religieuses notamment, de nombreuses personnes peuvent contaminer un objet ou un milieu qui peut lui-même recontaminer un grand nombre de personnes.
Par exemple, le Dr Niessen, médecin du gouvernement de Lille, en janvier 1916, dans Lille occupée où une petite épidémie de typhoïde sévit depuis quelques mois, adresse au Service d'Hygiène une note le priant d'appeler l'attention des autorités ecclésiastiques sur la possibilité évidente de transmission de la fièvre typhoïde par l'eau bénite. « Sans avoir la moindre intention de porter atteinte aux mandements et à la Sainteté de l'Eau bénite, il est incontestable, dit-il, que, par l'emploi de l'eau bénite, des germes d'infection peuvent être transmis par les mains d'une personne à une autre. Comme l'Église ne renoncera probablement pas à l'emploi de l'eau bénite pendant la durée de l'épidémie actuelle, il est nécessaire d'y ajouter un désinfectant énergique approprié. Le public trouverait la mesure compréhensible, si on lui en expliquait la raison. »
De la même manière, le baiser à la bague de l'évêque ou à l'ostensoir, la transmission de l'hostie feront l'objet de suspicions lors d'épidémies de grippe, choléra, etc. d'autant que les prêtres étaient en contact fréquent avec les malades et mourants.

## Fomites et bactéries
Quelques rares et récentes études ont concerné cette question.
Les véhicules parce qu’ils sont fermés, mais aussi les écoles et l’environnement de travail (bureaux en particulier, mais aussi poulaillers, porcheries) où respectivement les enfants et les adultes passent 8 à 12 heures par jour sont des lieux où les fomites sont potentiellement présents. Selon Charles Gerber, professeur de microbiologie à l'Université de l'Arizona (New Scientist), le clavier d’ordinateur du bureau est bien plus riche en virus et bactéries que la planche du siège d’un WC moyen.
Lors d’une étude sur les fomites, 41 % des anses de tasses à café présentaient des bactéries fécales. Les interrupteurs pour l’éclairage, les touches de clavier d’ordinateur, les souris d’ordinateur et les combinés de téléphone hébergeaient des germes en quantité significative à importante. Le combiné de téléphone recelait jusqu’à 3 894 germes par centimètre carré (le record), devant le clavier d’ordinateur (511 par centimètre carré) devant la souris (260 par centimètre carré). Certains de ces objets courants présentaient une contamination 400 fois plus importante que celle d’un siège de WC moyen.
Cet article a été utilisé pour justifier des publicités pour des produits désinfectants spécialisés, mais aussi pour un coûteux clavier lavable.
En 2005, le Northwestern Memorial Hospital s’est intéressé à la question et a montré dans une étude présentée à la 15e session scientifique annuelle de la Society for Healthcare Epidemiology of America (SHEA) à Los Angeles début avril 2005, que dans l’hôpital les claviers d'ordinateur ou des couvertures de clavier pouvaient effectivement héberger des bactéries dangereuses et quelques bactéries potentiellement nocives qui peuvent y survivre durant plusieurs dizaines d’heures parfois.
Gary A. Noskin, médecin et directeur du service Healthcare epidemiology and quality de cet hôpital y a conduit cette étude. Il recommande le nettoyage périodique du matériel informatique et le lavage des mains avant et après chaque utilisation d'ordinateur.
Pour mieux appréhender le risque nosocomial, Noskin et ses collègues ont étudié le comportement de bactéries généralement trouvées dans l'environnement hospitalier, en « inoculant » des équipements informatiques avec 3 types de bactéries :
1. Enterococcus faecium (variant résistant à la vancomycine (VRE)),
2. Staphylococcus aureus (variant résistant à la méthicilline (MRSA)),
3. Pseudomonas aeruginosa (PSAE).

Dans ce cas, les souches VRE et MRSA étaient capables de survie prolongée, avec une croissance bactérienne importante dans les 24 heures après contamination, selon Noskin. Les VRE et PSAE posent rarement des problèmes sauf chez des patients dont le système immunitaire est affaibli, mais des cas récents d'infections cutanées par MRSA chez des personnes auparavant en bonne santé (community-acquired MRSA) inquiètent les épidémiologues et experts en maladies infectieuses.
PSAE a pu être retrouvé vivant moins longtemps (jusqu'à une heure sur le clavier et cinq minutes sur la protection de clavier).
Les bactéries s'y nourrissent sans doute du gras et de débris invisibles de peau déposé sur le clavier. L'étude a montré que plus le clavier est souillé, plus la probabilité de transmettre des bactéries aux mains augmente.
Ces trois bactéries sont répandues dans la nature (sol, plantes, eau, animaux et humains).
Parmi les désinfectants dits « à ammoniums quaternaires » destinés au nettoyage des ordinateurs, le plus efficace était un produit persistant 10 minutes sur la surface nettoyée. Les autres, avec une exposition de recommandation à la surface de cinq minutes ont efficacement désinfecté des claviers, mais pas des protections de clavier.

## Fomites et virus
Concernant la plupart des virus, on manque de données quant à leur présence et durée de vie sur les fomites. Les virus entériques ou grippaux sont les plus étudiés. La nature du virus est importante : les virus enveloppés sont généralement plus sensibles que les virus nus.
L’exposition des objets au vent et au soleil pourrait aussi réduire la durée de vie des pathogènes. Au contraire la présence de gras ou de terre ou de souillure (fientes…) est un facteur favorable à une durée de vie plus longue des pathogènes, certains pouvant aussi s’enkyster et durablement résister.
Après qu'une épidémie tua un nombre important des patients d'une maison de repos à Hawaï, une étude a conclu que c'est la transmission de sécrétions orales d'un patient à l'autre via les mains du personnel ou par des fomites (surfaces ou objets souillés et contaminants) qui pouvait le mieux expliquer la contagion. 
 Les auteurs de cette étude invitaient en conclusion à porter plus d'attention aux problèmes nosocomiaux dans ces lieux.
Des virus de la grippe (A et B) cultivés en laboratoire se sont en effet montrés capables de résister :
- 24 à 48 heures sur des surfaces dures et lisses (acier, plastique) ;
- 9 à 12 heures sur des vêtements, du tissu, du papier.

Lors de cette expérience, l'environnement était de type hospitalier (hygrométrie faible de 35 % à 40 % et température assez élevée de 28 °C (12). Et les auteurs ont montré qu'une humidité plus élevée réduisait la survie de virus. Mais d’autres virus comme H5N1 pourraient réagir différemment (mieux adaptés au froid et à l’humidité ?).
À noter que sur des surfaces lisses, le virus était encore transféré aux mains 24 heures après, alors que les tissus ne restaient contaminants qu'une quinzaine de minutes. Mais dans une autre expérience aux Pays-Bas, portant sur le H7N7, le fait d'utiliser des mouchoirs en tissus plutôt qu'en papier semblait être un facteur favorisant la contagion.
Les virus ne semblent pas survivre longtemps sur les mains (en raison de la chaleur, et/ou de propriétés antiseptiques de la peau ?). La concentration virale y chutait remarquablement vite, de 100 à 1 000 fois dans les 5 minutes suivant le transfert [réf. nécessaire].
La contagion via des fomites semble donc possible en cas de contamination de surfaces par un nombre élevé de virus (105,0 TCID50/mL), par exemple via des sécrétions nasales lors de la 1re phase de la maladie. Le risque semble le plus élevé 2 à 8 h après la contamination pour les surfaces lisses, et durant quelques minutes pour les tissus [réf. nécessaire].
Si l'on en croit le modèle animal, dans le cas du H5N1 le sang, les excréments (voire l'urine ou les larmes ?) pourraient être contaminants chez l'homme, tout particulièrement dans les formes hémorragiques de la maladie. On peut penser que des bactéries responsables de surinfections le seraient aussi [réf. nécessaire].

## Importance de la nature du matériau
Les matériaux poreux tels que le bois ont dans un premier temps été supposés plus à risque que l'inox, le formica et le plastique, mais des données expérimentales sont contradictoires et elles n'ont pas permis d'aboutir à un consensus sur la question.

## Perspectives
Pour évaluer le rôle exact des fomites dans la transmission secondaire de virus grippaux, il faudrait également faire d’autres études hors des hôpitaux et des foyers (transports en commun, lieux publics, restaurants, écoles, poulaillers, porcheries..). On pourrait aussi sérologiquement mesurer le taux de prévalence du contact avec le virus dans une population peu après l'apparition d'un nouveau variant d'un virus (H5N1 par exemple).